# Építő programtervezési minta
A számítógép-programozásban az építő programtervezési minta egy létrehozási minta. Az Absztrakt gyár és a Gyártó metódus programtervezési mintákkal szemben, melyek célja a többalakúság alkalmazása, az építő minta célja, hogy alternatívát találjon a teleszkópos konstruktor anti-mintára. Ez az anti-minta akkor jelenik meg, amikor az objektum konstruktor paraméter-kombinációk számának növekedése a konstruktorok exponenciális listáját eredményezi. Ahelyett hogy nagyszámú konstruktort alkalmazna, az Építő minta egy másik objektumot, az építőt alkalmazza, mely minden egyes inicializációs paramétert lépésről lépésre kap meg, majd egyben adja vissza az elkészült objektumot.
Az építő mintának másik előnye is van. Használhatjuk olyan objektumoknál, melyek lapos adatot tartalmaznak (HTML kód, SQL lekérdezés, X.509 tanúsítvány ...), más szóval olyan adatot, melyet nem lehet egyszerűen szerkeszteni. Az ilyen típusú adatokat nem lehet lépésről lépésre szerkeszteni, csakis egyszerre. A legjobb módja, hogy ilyen objektumot hozzunk létre, hogy építő osztályt alkalmazunk.
Az Építő minta gyakran Összetétel tervezési mintát készít. Előfordul, hogy a minták Gyár mintát alkalmazva indulnak (kevéssé bonyolult, jobban testre szabható, az alosztályok száma megnövekedhet) mely továbbfejlődik Absztrakt Gyárrá, Prototípussá vagy Építővé (rugalmasabb, összetettebb), ahogy a fejlesztő felfedezi, hogy hol van szükség nagyobb rugalmasságra. Néha a létrehozási minták kiegészítik egymást: az Építő minta használhat egy másik mintát, hogy megállapítsa, milyen más komponensek jönnek létre. Az Építők jól alkalmazhatók könnyed interfészekhez.
Az itt bemutatott Építő minta egy leegyszerűsített és speciális esete az elvontabb általános fogalomnak. Ideális esetben az Építő tervezési minta két fő részből áll: 1) egy Igazgató és 2) egy Építő komponensből. Az igazgató rész tartalmazza, hogy az építőt hogyan hívjuk meg egy objektum megépítésére. Jellemzően az Építő elvonatkoztat az objektum reprezentációtól, ezáltal támogatva a különböző objektummegvalósításokat. A kliens megkéri az Igazgatót, hogy építsen egy objektumot egy speciális Építő segítségével, majd megkéri az Építőt, hogy végezze el a feladatot.

## Definíció
Az Építő tervezési minta célja az összetett objektumok kialakításának és reprezentációjának szétválasztása. Ezáltal ugyanaz az építési folyamat különböző megvalósításokat eredményezhet.

## Felépítése
Builder: Absztrakt interfész objektumok létrehozására (termék).
Concrete Builder: A Builder végrehajtását biztosítja. Olyan objektum, mely képes más objektumokat létrehozni. Létrehozza és összerakja az objektum részeit, melyek az építéshez szükségesek.

## Értékelése
- Lehetővé teszi a termék belső reprezentációjának megváltoztatását.
- Magába zárja a konstrukciót és a reprezentációt.
- Lehetővé teszi az építési folyamat lépésenkénti ellenőrzését.
- Minden termékhez más Concrete Builder kell.
- Az építő osztályoknak megváltoztathatóknak kell lenniük.[1]

## Pszeudókód
Van egy Car (Autó) osztályunk. A probléma az, hogy egy autónak sok beállítása lehet. Ha kombinálnánk minden lehetőséget, az ehhez az osztályhoz nagyon nagyszámú konstruktort eredményezne. Létrehozunk egy osztályt,CarBuilder néven. A CarBuilder-hez (AutóÉpítő) ezért minden beállítást lépésről lépésre fogunk elküldeni, és csak ezután készítjük el a végleges autót a helyes beállításokkal:
```
class
 Car 
is

 Lehet benne GPS, utazástervező és változó számú ülés. Lehet városi autó, sportautó vagy 
kabrió
.

class
 CarBuilder 
is

 
method
 getResult() 
is

 
output:
 egy 
Autó
 a helyes beállításokkal
 Megépít és visszaad egy autót.
```

```
 
method
 setSeats(number) 
is

 
input:
 az autóban található ülések 
száma
,
 megmondja az építőnek az ülések számát
```

```
 
method
 setCityCar() 
is

 Emlékezteti az építőt, hogy az autó városi autó.

 
method
 setCabriolet() 
is

 Emlékezteti az építőt, hogy az autó kabrió.

 
method
 setSportsCar() 
is

 Emlékezteti az építőt, hogy az autó sportkocsi.

 
method
 setTripComputer() 
is

 Emlékezteti az építőt, hogy az autóban van utazástervező.

 
method
 unsetTripComputer() 
is

 Emlékezteti az építőt, hogy az autóban nincs utazástervező.

 
method
 setGPS() 
is

 Emlékezteti az építőt, hogy az autóban van globális helymeghatározó rendszer.

 
method
 unsetGPS() 
is

 Emlékezteti az építőt, hogy az autóban nincs globális helymeghatározó rendszer.

Construct
 a CarBuilder called 
carBuilder

carBuilder.setSeats(2)
carBuilder.setSportsCar()
carBuilder.setTripComputer()
carBuilder.unsetGPS()
car := carBuilder.getResult()
```

## C# példa
Ez a minta az objektumokat az interfész alapján hozza létre, ugyanakkor engedi az alosztálynak, hogy válassza, melyik osztályból szeretne példányosítani. Továbbá végső kontrollja van az építési folyamaton. Létezik egy koncepció az Építő minta megvalósításában az Igazgató számára. Az Igazgató igazából létrehozza az objektumot és ezután néhány feladatot is lefuttat.
```
//IVSR: Builder Pattern

    
public
 
interface
 
IBuilder

    
{

        
string
 
RunBuilderTask1
();

        
string
 
RunBuilderTask2
();

    
}

 

    
public
 
class
 
Builder1
 
:
 
IBuilder

    
{

        
public
 
string
 
RunBuilderTask1
()

        
{

            
throw
 
new
 
ApplicationException
(
"Task1"
);

        
}

 

        
public
 
string
 
RunBuilderTask2
()

        
{

            
throw
 
new
 
ApplicationException
(
"Task2"
);

        
}

    
}

 

    
public
 
class
 
Builder2
 
:
 
IBuilder

    
{

        
public
 
string
 
RunBuilderTask1
()

        
{

            
return
 
"Task3"
;

        
}

 

        
public
 
string
 
RunBuilderTask2
()

        
{

            
return
 
"Task4"
;

        
}

    
}

 

    
public
 
class
 
Director

    
{

        
public
 
IBuilder
 
CreateBuilder
(
int
 
type
)

        
{

            
IBuilder
 
builder
 
=
 
null
;

            
if
 
(
type
 
==
 
1
)

                
builder
 
=
 
new
 
Builder1
();

            
else

                
builder
 
=
 
new
 
Builder2
();

            
builder
.
RunBuilderTask1
();

            
builder
.
RunBuilderTask2
();

            
return
 
builder
;

        
}

    
}

```

Az Építő minta esetén látható, hogy az Igazgató maga használja a CreateBuildert, ezzel létrehozva az építő példányt. Így amikor a tényleges Építő létrejön, adhatunk neki néhány feladatot.

## C++ példa
```
////// Terméknyilatkozatok és inline implementáció //////

class
 
Product
{

	
public
:

		
// ezt az osztályt használja a termék megépítésére

		
class
 
Builder
;

	
private
:

		
// az érvényes objektum létrehozásához szükséges változók

		
int
 
i
;

		
float
 
f
;

		
char
 
c
;

		
// csak egy egyszerű konstruktor - a továbbiakat az Építő kezeli

		
Product
(
 
const
 
int
 
i
,
 
const
 
float
 
f
,
 
const
 
char
 
c
 
)
 
:
 
i
(
i
),
 
f
(
f
),
 
c
(
c
){}

	
public
:

		
// Termékspecifikus funkciók

		
void
 
print
();

		
void
 
doSomething
();

		
void
 
doSomethingElse
();

};

class
 
Product
::
Builder
{

	
private
:

		
// A Product osztály objektumainak létrehozásához szükséges változók

		
int
 
i
;

		
float
 
f
;

		
char
 
c
;

	
public
:

		
// változók alapértelmezett értékei

		
static
 
const
 
int
 
defaultI
 
=
 
1
;

		
static
 
const
 
float
 
defaultF
 
=
 
3.1415f
;

		
static
 
const
 
char
 
defaultC
 
=
 
'a'
;

		
// Építő létrehozása a hozzárendelt alapértékekkel

		
// (A C++11-ben ehelyett egyszerűen hozzárendelhetjük őket a deklarációkor)

		
Builder
()
 
:
 
i
(
 
defaultI
 
),
 
f
(
 
defaultF
 
),
 
c
(
 
defaultC
 
){}

		
// Egyedi értékeket ad a termék létrehozásnak

		
// Visszatér az Építő gyors és inline alkalmazásra

		
Builder
&
 
setI
(
 
const
 
int
 
i
 
){
 
this
->
i
 
=
 
i
;
 
return
 
*
this
;
 
}

		
Builder
&
 
setF
(
 
const
 
float
 
f
 
){
 
this
->
f
 
=
 
f
;
 
return
 
*
this
;
 
}

		
Builder
&
 
setC
(
 
const
 
char
 
c
 
){
 
this
->
c
 
=
 
c
;
 
return
 
*
this
;
 
}

		
// elkésziti a gyaktan keresett specifikus termékeket

		
// Visszatér az Építő gyors és inline elkalmazásra

		
Builder
&
 
setProductP
(){

			
this
->
i
 
=
 
42
;

			
this
->
f
 
=
 
-1.0f
/
12.0f
;

			
this
->
c
 
=
 
'@'
;

			
return
 
*
this
;

		
}

		
// elkésziti a kivánt terméket

		
Product
 
build
(){

			
// itt opcionálisan ellenőrizhetjük a változókonzisztenciát

			
// illetve hogy a termék megépíthető-e a kapott információk alapján

			
return
 
Product
(
 
this
->
i
,
 
this
->
f
,
 
this
->
c
 
);

		
}

};

```

```
///// termék végrehajtása /////

#include
 
<iostream>

void
 
Product::print
(){

	
using
 
namespace
 
std
;

	
cout
 
<<
 
"Product internals dump:"
 
<<
 
endl
;

	
cout
 
<<
 
"i: "
 
<<
 
this
->
i
 
<<
 
endl
;

	
cout
 
<<
 
"f: "
 
<<
 
this
->
f
 
<<
 
endl
;

	
cout
 
<<
 
"c: "
 
<<
 
this
->
c
 
<<
 
endl
;

}

void
 
Product
::
doSomething
(){}

void
 
Product
::
doSomethingElse
(){}

//////////////////// Builder használata (az Igazgató helyettesítése)

int
 
main
(){

	
// egyszerűsitett használat

	
Product
 
p1
 
=
 
Product
::
Builder
().
setI
(
2
).
setF
(
0.5f
).
setC
(
'x'
).
build
();

	
p1
.
print
();
 
// test p1

	
// haladóknak

	
Product
::
Builder
 
b
;

	
b
.
setProductP
();

	
Product
 
p2
 
=
 
b
.
build
();
 
//  Product P objektum 

	
b
.
setC
(
'!'
);
 
//  Product P objektum testreszabása

	
Product
 
p3
 
=
 
b
.
build
();

	
p2
.
print
();
 
// test p2

	
p3
.
print
();
 
// test p3

}

```

## Java
```
/**

 * Represents the product created by the builder.

 */

class
 
Car
 
{

    
private
 
int
 
wheels
;

    
private
 
String
 
color
;

    
public
 
Car
()
 
{

    
}

    
@Override

    
public
 
String
 
toString
()
 
{

        
return
 
"Car [wheels = "
 
+
 
wheels
 
+
 
", color = "
 
+
 
color
 
+
 
"]"
;

    
}

    
public
 
int
 
getWheels
()
 
{

        
return
 
wheels
;

    
}

    
public
 
void
 
setWheels
(
final
 
int
 
wheels
)
 
{

        
this
.
wheels
 
=
 
wheels
;

    
}

    
public
 
String
 
getColor
()
 
{

        
return
 
color
;

    
}

    
public
 
void
 
setColor
(
final
 
String
 
color
)
 
{

        
this
.
color
 
=
 
color
;

    
}

}

/**

 * The builder abstraction.

 */

interface
 
CarBuilder
 
{

    
CarBuilder
 
setWheels
(
final
 
int
 
wheels
);

    
CarBuilder
 
setColor
(
final
 
String
 
color
);

    
Car
 
build
();

}

class
 
CarBuilderImpl
 
implements
 
CarBuilder
 
{

    
private
 
Car
 
car
;

    
public
 
CarBuilderImpl
()
 
{

        
car
 
=
 
new
 
Car
();

    
}

    
@Override

    
public
 
CarBuilder
 
setWheels
(
final
 
int
 
wheels
)
 
{

        
car
.
setWheels
(
wheels
);

        
return
 
this
;

    
}

    
@Override

    
public
 
CarBuilder
 
setColor
(
final
 
String
 
color
)
 
{

        
car
.
setColor
(
color
);

        
return
 
this
;

    
}

    
@Override

    
public
 
Car
 
build
()
 
{

        
return
 
car
;

    
}

}

public
 
class
 
CarBuildDirector
 
{

    
private
 
CarBuilder
 
builder
;

    
public
 
CarBuildDirector
(
final
 
CarBuilder
 
builder
)
 
{

        
this
.
builder
 
=
 
builder
;

    
}

    
public
 
Car
 
construct
()
 
{

        
return
 
builder
.
setWheels
(
4
)

                      
.
setColor
(
"Red"
)

                      
.
build
();

    
}

    
public
 
static
 
void
 
main
(
final
 
String
[]
 
arguments
)
 
{

        
CarBuilder
 
builder
 
=
 
new
 
CarBuilderImpl
();

        
CarBuildDirector
 
carBuildDirector
 
=
 
new
 
CarBuildDirector
(
builder
);

        
System
.
out
.
println
(
carBuildDirector
.
construct
());

    
}

}

```

## PHP
```
abstract
 
class
 
GetterSetter

{

    
public
 
function
 
__get
(
$name
)

    
{

        
$method
 
=
 
sprintf
(
'get%s'
,
 
ucfirst
(
$name
));

        
if
 
(
!
method_exists
(
$this
,
 
$method
))
 
{

            
throw
 
new
 
Exception
();

        
}

        
return
 
$this
->
$method
();

    
}

    
public
 
function
 
__set
(
$name
,
 
$v
)

    
{

        
$method
 
=
 
sprintf
(
'set%s'
,
 
ucfirst
(
$name
));

        
if
 
(
!
method_exists
(
$this
,
 
$method
))
 
{

            
throw
 
new
 
Exception
();

        
}

        
$this
->
$method
(
$v
);

    
}

}

//Represents a product created by the builder

class
 
Car
 
extends
 
GetterSetter

{

    
private
 
$wheels
;

    
private
 
$colour
;

    
function
 
__construct
()

    
{

    
}

    
public
 
function
 
setWheels
(
$wheels
)

    
{

        
$this
->
wheels
 
=
 
$wheels
;

    
}

    
public
 
function
 
getWheels
()

    
{

        
return
 
$this
->
wheels
;

    
}

    
public
 
function
 
setColour
(
$colour
)

    
{

        
$this
->
colour
 
=
 
$colour
;

    
}

    
public
 
function
 
getColour
()

    
{

        
return
 
$this
->
colour
;

    
}

}

//The builder abstraction

interface
 
ICarBuilder

{

    
public
 
function
 
SetColour
(
$colour
);

    
public
 
function
 
SetWheels
(
$count
);

    
public
 
function
 
GetResult
();

}

//Concrete builder implementation

class
 
CarBuilder
 
implements
 
ICarBuilder

{

    
private
 
$_car
;

    
function
 
__construct
()

    
{

        
$this
->
_car
 
=
 
new
 
Car
();

    
}

    
public
 
function
 
SetColour
(
$colour
)

    
{

        
$this
->
_car
->
setColour
(
$colour
);

    
}

    
public
 
function
 
SetWheels
(
$count
)

    
{

        
$this
->
_car
->
setWheels
(
$count
);

    
}

    
public
 
function
 
GetResult
()

    
{

        
return
 
$this
->
_car
;

    
}

}

//The director

class
 
CarBuildDirector

{

    
public
 
$builder
;

    
function
 
__construct
(
$color
 
=
 
"White"
,
 
$wheels
 
=
 
4
)

    
{

        
$this
->
builder
 
=
 
new
 
CarBuilder
();

        
$this
->
builder
->
SetColour
(
$color
);

        
$this
->
builder
->
SetWheels
(
$wheels
);

    
}

    
public
 
function
 
GetResult
()

    
{

        
return
 
$this
->
builder
->
GetResult
();

    
}

}

```

## Fordítás
Ez a szócikk részben vagy egészben  a   Builder pattern című angol Wikipédia-szócikk fordításán alapul.  Az eredeti cikk szerkesztőit annak laptörténete sorolja fel. Ez a jelzés csupán a megfogalmazás eredetét és a szerzői jogokat jelzi, nem szolgál a cikkben szereplő információk forrásmegjelöléseként.